# Nuages de mai
Pour plus de détails, voir Fiche technique et Distribution.
Nuages de mai (Mayıs Sıkıntısı) est un film turc de Nuri Bilge Ceylan, sorti en 1999.

## Fiche technique
- Titre original : Mayıs Sıkıntısı (littéralement : « Ennui de mai »)
- Réalisation : Nuri Bilge Ceylan
- Scénario : Nuri Bilge Ceylan
- Photographie : Nuri Bilge Ceylan
- Montage : Ayhan Ergürsel et Nuri Bilge Ceylan
- Son : Ismail Karadas
- Décors : Nuri Bilge Ceylan
- Production : Nuri Bilge Ceylan
- Société de production : NBC Film
- Pays de production :  Turquie
- Langue originale : turc
- Format : couleurs - Dolby Digital
- Durée : 130 minutes
- Date de sortie :
  - France : 21 mars 2001

## Distribution
- Mehmet Emin Ceylan : Emin
- Muzaffer Özdemir : Muzaffer
- Fatma Ceylan : Fatma
- Mehmet Emin Toprak : Saffet
- Muhammed Zimbaoglu : Ali
- Sadik Incesu : Sadik

## Musique
Le film utilise des compositions de Bach, Haendel et Schubert.

## Récompenses
Douze prix dans différents festivals internationaux dont :
- les Prix du public, de la Tulipe d'or, FIPRESCI, et Meilleur film turc lors du Festival international du film d'Istanbul en 2000.